# 鹿瀬町
鹿瀬町（かのせまち）は、新潟県東蒲原郡にあった町。2005年4月1日、津川町、上川村、三川村との合併による阿賀町の発足により消滅した。

## 概要
町域は明治期に国内2位の産銅量を誇った草倉銅山で賑わい、その後は昭和電工鹿瀬工場の企業城下町として発展した性質をもつ。同工場から阿賀野川へ流出した水銀が発端となり新潟水俣病が発生した。
津川町への通勤率は16.0%（平成12年国勢調査）。

## 地理
- 山：飯豊山、大日岳
- 河川：阿賀野川、実川

## 歴史

### 沿革
- 1955年（昭和30年）4月1日 - 東蒲原郡両鹿瀬村、豊実村、日出谷村が合併し、鹿実谷村（かみたにむら）が発足。
- 1956年（昭和31年）
  - 1月1日 - 町制施行し鹿実谷町（かみたにまち）となる。
  - 1月10日 - 名称を鹿瀬町に変更。
- 2005年（平成17年）4月1日 - 東蒲原郡津川町、上川村、三川村と合併し、阿賀町となり消滅。

## 行政
- 町長：長沢均（1987年12月6日から）

## 経済

### 産業
- 昭和電工
- 鹿瀬ダム

## 教育
- 鹿瀬小学校
- 日出谷小学校
- 鹿瀬中学校

## 交通

### 道路
- 国道459号
- 新潟県道174号角島鹿瀬線
- 新潟県道322号鹿瀬日出谷線

### 鉄道
- 東日本旅客鉄道磐越西線
  - 鹿瀬駅、日出谷駅、豊実駅

## 観光
- 奥阿賀遊覧船「奥阿賀丸」
- 角神青少年旅行村
- 角神温泉・角神スキー場・角神りんご園
- かのせ温泉
- 麒麟山温泉
- 赤崎山展望台・森林公園
- 角神釣り場・つかみどり場
- 奥阿賀ふるさと館
- ふくろう会館・アートギャラリー
- 実川渓谷
- 不動滝
- 飯豊山登山
- 護徳寺：観音堂は国の重要文化財
- 五十嵐家住宅：主屋、上手蔵、下手蔵は国の重要文化財
- SLばんえつ物語号
- 鍾馗（しょうき）様祭り

出典：